# Northern Bruce Peninsula
Northern Bruce Peninsula to gmina (ang. township) w Kanadzie, w prowincji Ontario, w hrabstwie Bruce.
Powierzchnia Northern Bruce Peninsula to 782,23 km². Według danych spisu powszechnego z roku 2001 Northern Bruce Peninsula liczy 3599 mieszkańców (4,60 os./km²).